# Rudolf Rocker

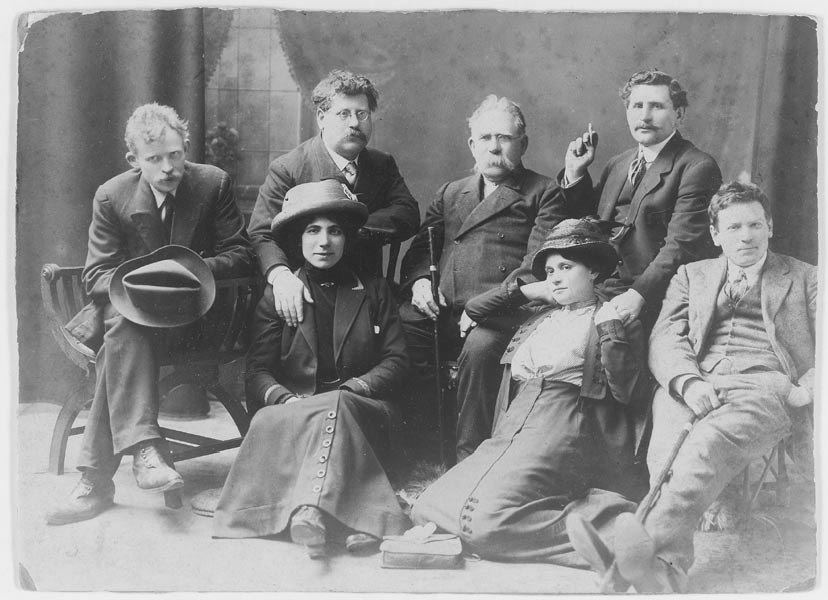
Rudolf Rocker (bakre raden, andra från vänster) med flera andra anarkister från London.

Johann Rudolf Rocker, född 25 mars 1873 i Mainz i Kejsardömet Tyskland, död 19 september 1958 i Yorktown i New York, var en tysk syndikalist och historiker, som har haft stark inverkan på anarkismen på grund av sina litterära bidrag. Noam Chomsky betraktar honom som sin första inspirationskälla.

## Verk (översatt till svenska)
- Socialdemokrati och anarkism (anonym översättning, Brand, 1920)
- Kapp-kuppen: en skildring från Noskedikaturens Tyskland av en tysk (översättning F. S., SAC:s förlag, 1920) [om Spartakistupproret 1919]
- Kampen för det dagliga brödet (översättning Ragnar Casparsson, Federativ, 1925)
- Kapitalismens nya utvecklingsfas: den moderna kapitalismen: rationaliseringsproblem, arbetslösheten, orsaker, verkningar (översättning Albert Jensen, Brand, 1928)
- Den moderna arbetarrörelsen och syndikalismen ; Den syndikalistiska internationalen (anonym översättning, 1929)
- Den spanska tragedien (översättning Rudolf Berner, Federativ, 1937)
- Nationalism och kultur (översättning Carl Elof Svenning, Federativ, 1949-1950)
- Terrorns offer: Zensl Mühsams lidandes historia (anonym översättning, Federativ, 1950)
- Arvet från enväldet (Absolutistische Gedankengänge in Sozialismus) (översättning Evert Arvidsson, Federativ, 1951)
- Ett liv för friheten: Max Nettlau, anarkismens historiker (Max Nettlau - der Mann und sein Werk) (översättning Holger Carlsson, Federativ, 1956)